# Selección negativa (selección natural)
En la selección natural, la selección negativa o selección purificadora es la eliminación selectiva de los alelos que son deletéreos. Esto puede dar como resultado la selección estabilizadora a través de la purga de las variaciones perjudiciales que surgen.
La depuración de los alelos dañinos se puede lograr en el nivel de genética de poblaciones, con tan poca como una única mutación puntual como unidad de selección. En tal caso, los portadores de la mutación puntual nociva tienen menos descendientes en cada generación, lo que reduce la frecuencia de la mutación en el conjunto de genes.
En el caso de una fuerte selección negativa en un locus, la purga de variantes perjudiciales dará lugar a la eliminación ocasional de la variación ligada, produciendo una disminución en el nivel de variación que rodea el locus en la selección. La purga incidental de alelos no perjudiciales debido a la proximidad espacial de los alelos deletéreos se denomina selección de fondo (background selection). Este efecto aumenta con una tasa de mutación más baja, pero disminuye con una tasa de recombinación más alta.